# Les Baroches
Les Baroches é uma comuna francesa na região administrativa de Grande Leste, no departamento de Meurthe-et-Moselle. Estende-se por uma área de 13,28 km². Em 2010 a comuna tinha 367 habitantes (densidade: 27,6 hab./km²).